# 祈德醫院
祈德醫院是加拿大安大略省密西沙加的一所醫院。該院於1985年11月5日正式開業，現附屬於延齡草醫療系統，主要服務於密西沙加北部地區。2012年，加拿大健康資訊研究所將該院評為「大多倫多地區最佳醫院」。

## 科室
- 心臟科
- 復康科
- 急症科
- 內科
- 遺傳科
- 精神健康
- 診斷成像
- 婦產科
- 腫瘤科
- 兒科
- 腎臟透析
- 外科

醫院在院舍以北艾靈頓西路夾祈德河谷道處（Credit Valley Road）設有直升機坪。

## 外部連結
- 官方网站